# Castells (revista)
|  | Aquest article tracta sobre la revista. Si cerqueu les torres humanes, vegeu «Castells». |

Castells és una revista bimestral independent d'informació i divulgació del fet casteller.
Va aparèixer el 2004 de la mà del Grup Enderrock. Tracta sobre el món casteller: actualitat, història, estudis i anàlisis tècnics, reportatges, cròniques de les diades castelleres, entrevistes, món social i institucional, llibres, música, trobades, iniciatives, etc. També pretén fer pedagogia dels castells. És editada per Utopia Global i Hydra Media, amb la col·laboració de l'Institut Català de les Empreses Culturals. Forma part de l'Associació de Publicacions Periòdiques en Català.
Des del 2007 organitza la Nit de Castells, i des de 2012 també ha organitzat el Premi Repsol de fotografia castellera. Anualment també lliura els premis a castellers, entitats o personalitats sense vinculació a cap colla que hagin fet importants aportacions al món casteller. El 2020 va idear una iniciativa d'impuls a la producció cinematogràfica del fet casteller, la primera edició del Festival CinemaCastells, a estrenar-se l'abril de 2021, coincidint amb la celebració del 10è aniversari de la inscripció dels Castells com a Patrimoni Immaterial de la Humanitat per la UNESCO.